# Kolumbianisches Massiv
Dieser Artikel wurde wegen inhaltlicher Mängel auf der Qualitätssicherungsseite des Portals Geowissenschaften eingetragen. Dies geschieht, um die Qualität der Artikel im Themengebiet Geowissenschaften zu steigern. Bitte hilf mit, die Mängel zu beseitigen, oder beteilige dich an der Diskussion. (+)

Begründung: Von einem Spambot erstellt, bitte inhaltlich genau prüfen. Könnte sich um reine KI-Phantasie/Maschinenübersetzung handeln. XenonX3 – (☎) 18:09, 18. Feb. 2024 (CET)
Das Kolumbianische Massiv (Spanisch: Macizo Colombiano) ist eine bedeutende geologische Formation in den Anden von Kolumbien. Dieses ausgedehnte Plateau umfasst wesentliche Teile der Departements Huila, Cauca und Nariño und zeichnet sich durch sein zerklüftetes Gelände, hohe Gipfel und vielfältige Ökosysteme aus.

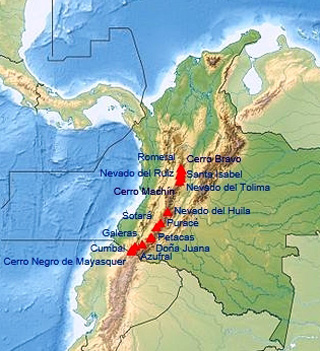
Kolumbianische Anden mit den Vulkanen Nevado del Huila, Nevado del Tolima und Nevado del Ruiz

## Geographie
Das Kolumbianische Massiv liegt im Südwesten Kolumbiens und erstreckt sich über eine ausgedehnte Fläche erhöhten Geländes. Es umfasst einige der höchsten Gipfel Kolumbiens wie die Vulkane Nevado del Huila, Nevado del Tolima und Nevado del Ruiz mit Gipfelhöhen von über 5000 Metern über dem Meeresspiegel.

## Geologie
Die Geologie des Kolumbianischen Massivs ist komplex und umfasst eine Kombination aus sedimentären, metamorphen und magmatischen Gesteinsformationen. Die vulkanische Geschichte der Region hat zur Bildung zahlreicher Schichtvulkane, Lavadome und vulkanischer Aschedepots beigetragen, die das Landschaftsbild über Millionen von Jahren geprägt haben.

## Ökologie
Das Kolumbianische Massiv beherbergt vielfältige Ökosysteme, von hochgelegenen Páramo-Grasländern über Nebelwälder bis hin zu montanen Wäldern. Diese Lebensräume unterstützen eine reiche Vielfalt an Flora und Fauna, darunter viele endemische und gefährdete Arten. Die Biodiversität des Massivs macht es für wissenschaftliche Forschung und Naturschutzmaßnahmen interessant.

## Hydrologie
Das Kolumbianische Massiv ist eine wichtige Wasserquelle für die umliegenden Regionen. Seine hochgelegenen Gipfel nehmen Feuchtigkeit aus der Atmosphäre auf, die in ein Netzwerk von Flüssen und Bächen fließt, die flussabwärts Wasser für Landwirtschaft, Industrie und menschlichen Verbrauch liefern. Die Flüsse des Massivs, wie der Rio Patía, der Rio Cauca, der Río Magdalena, der Rio Putumayo und Caquetá entspringen hier und spielen auch eine wichtige Rolle bei der Regulierung des hydrologischen Kreislaufs der Region und der Unterstützung aquatischer Ökosysteme.

## Kultur und Geschichte
Das Kolumbianische Massiv wird seit Tausenden von Jahren von indigenen Gemeinschaften bewohnt. Diese indigenen Gruppen, darunter die Páez, Guambiano und Inga, haben einzigartige kulturelle Traditionen und Praktiken entwickelt, die eng mit dem Land und seinen natürlichen Ressourcen verbunden sind. Heute ist das Massiv ein wichtiger kultureller und spiritueller Mittelpunkt vieler indigener Gemeinschaften.

## Tourismus und Freizeit
Das Kolumbianische Massiv zieht Besucher aus aller Welt an, die seine Landschaft erkunden, Outdoor-Aktivitäten nachgehen und sein kulturelles Erbe erleben möchten. Beliebte Aktivitäten sind Wandern, Bergsteigen, Vogelbeobachtung und der Besuch indigener Dörfer und archäologischer Stätten. Das raue Gelände und die unberührten Landschaften des Massivs bieten vielfältige Möglichkeiten für Abenteuer und Erkundung.

## Naturschutz
Die Naturschutzmaßnahmen im Kolumbianischen Massiv konzentrieren sich darauf, seine einzigartigen Ökosysteme zu schützen, die Biodiversität zu erhalten und nachhaltige Entwicklung zu fördern. Verschiedene Nationalparks, Naturschutzgebiete und Schutzgebiete wurden eingerichtet, um das natürliche und kulturelle Erbe der Region zu schützen. So soll der Naturschutz mit den Bedürfnissen der lokalen Gemeinschaften in Einklang gebracht und eine verantwortungsvolle Bewirtschaftung des Kolumbianischen Massivs gefördert werden.